# 취송정
취송정(翠松亭)은 대한민국 전라남도 보성군 벌교읍 고읍리에 있는 건축물이다. 1987년 1월 15일 전라남도의 문화재자료 제136호로 지정되었다.

## 개요
취송정은 마을 안쪽에 있는 사랑채이며, 세운 시기와 사람은 정확히 알 수 없다.
앞면 3칸·옆면 3칸 규모를 가진 별당형 정자 건축으로, 지붕은 옆면에서 볼 때 여덟 팔(八)자 모양인 팔작지붕이다. 왼쪽부터 방 1칸·마루 2칸이며 방은 우물 정(井)자 모양의 우물천장이고 마루는 천장의 뼈대가 훤히 보이는 연등천장으로 꾸몄다.

## 참고 문헌
- 취송정 - 국가유산청 국가유산포털